# Tour de Francia Femenino
El Tour de Francia Femenino (oficialmente y con motivo de patrocinio: Tour de France Femmes avec Zwift) es una carrera ciclista femenina profesional por etapas, que se disputa anualmente en julio posteriormente a la finalización de su homóloga masculina.
La carrera no se ha desarrollado de manera regular y retoma la anteriomente conocida como Grande Boucle, por la cual también se conocía extraoficialmente al Tour masculino, significa "Gran rizo" en español, y su razón es porque la carrera se disputa a lo largo de una serie de etapas que, en conjunto, forman un circuito alrededor de la geografía francesa.
Ha sido una de las carreras por etapas femeninas más prestigiosas junto al Giro de Italia Femenino y el Tour de l'Aude Femenino (consideradas como las Grandes Vueltas femeninas).
El Tour Femenino pasó por muchos problemas, fundamentalmente de patrocinio, por lo cual hubo años en los que fue carrera amateur, aunque debido a la reglamentación, podían correr equipos profesionales (2001-2006) e incluso hubo un año en el que no se disputó (2004), bajando notablemente su importancia y prestigio en sus últimos años. Catalogada de categoría 2.2 (última categoría del profesionalismo) en sus últimos tres años hasta su última edición en 2009.
Para el año 2022 la Amaury Sport Organisation decidió el relanzamiento del Tour de Francia Femenino la cual se correrá como carrera del UCI WorldTour Femenino.

## Historia

### Primeras ediciones
Su primera edición fue en 1955, aunque su segunda edición no se llegó a disputar hasta 1984 cuando se utilizó como "prueba de apertura" del Tour de Francia hasta 1989, debido a que ambas carreras estaban organizadas por los mismos organizadores.

### Tour de la CEE, Tour Cycliste Féminin y Grande Boucle
En 1990 cambió de formato y se llamó Tour de la CEE desapareciendo esta prueba definitivamente en 1994. No teniendo desde entonces esta prueba relación con el Tour de Francia.
En 1992 se creó otra prueba similar llamada Tour Cycliste Féminin (coincidiendo con el Tour de la CEE durante 2 años) aunque a mediados de los 90 surgió un problema alrededor del nombre de este. Hasta 1997, esta nueva carrera llamada Tour Cycliste Féminin (TCF) fue conocida como el "Women's Tour de France". El comité organizador de la prueba determinó que podrían existir problemas de marcas con la palabra Tour, por lo que en 1998 el nombre fue cambiado por Grande Boucle.

### Últimas ediciones: decadencia de la prueba
Hasta la edición del 2000 fue una competición por etapas de máxima categoría hasta que al año siguiente descendió a categoría amateur. Después de que no se pudiera celebrar la edición de 2004, la carrera volvió en 2005 con un formato menor, contando solo 5 días de competición (hasta entonces, la carrera duraba entre 10 y 15 días) y reduciéndose a una única región en Francia. A partir del 2007 volvió a ser una carrera profesional pero de categoría 2.2 (última categoría del profesionalismo). En 2008, la carrera consistió en 7 etapas disputadas en 6 días de competición. Su última edición, en 2009, debido a sus dificultades, solo tuvo cuatro etapas, la última de ellas con inicio en Irún (España).
Tras su desaparición La Route de France, creada en 2006, fue considerada la heredera directa de esta prueba.

### El regreso del Tour de Francia Femenino
Para el 2022 y tras el éxito de La Course by Le Tour de France realizada entre 2014 y 2021 como telón de fondo de una etapa del Tour de Francia, la Amaury Sport Organisation decidió el relanzamiento del Tour de Francia Femenino. La primera edición se realizó en 2022 y constó 8 etapas partiendo desde París en los Avenida de los Campos Elíseos el día de la llegada del Tour de Francia 2022 y terminando en La Planche des Belles Filles con triunfo de la neerlandesa Annemiek van Vleuten.

## Palmarés

### Tour de Francia Femenino y Tour de la CEE Femenino
| Año                      | Ganador                 | Segundo                 | Tercero                 |
| Tour de Francia Femenino |                         |                         |                         |
| ------------------------ | ----------------------- | ----------------------- | ----------------------- |
| 1955                     | Millie Robinson         | June Thackerey          | Marie-Jeanne Donabedian |
| 1956-1983                | ediciones no realizadas | ediciones no realizadas | ediciones no realizadas |
| 1984                     | Marianne Martin         | Heleen Hage             | Deborah Schumway        |
| 1985                     | Maria Canins            | Jeannie Longo           | Cecile Odin             |
| 1986                     | Maria Canins            | Jeannie Longo           | Inga Thompson           |
| 1987                     | Jeannie Longo           | Maria Canins            | Ute Enzenauer           |
| 1988                     | Jeannie Longo           | Maria Canins            | Elizabeth Hepple        |
| 1989                     | Jeannie Longo           | Maria Canins            | Inga Thompson           |
| Tour de la CEE Femenino  |                         |                         |                         |
| 1990                     | Catherine Marsal        | Leontien van Moorsel    | Astrid Schop            |
| 1991                     | Astrid Schop            | Leontien van Moorsel    | Roberta Bonanomi        |
| 1992                     | Leontien van Moorsel    | Heidi Van de Vijver     | Roberta Bonanomi        |
| 1993                     | Heidi Van de Vijver     | Leontien van Moorsel    | Koliasseva Alexandra    |

### Tour Cycliste Féminin y Grande Boucle
En amarillo: ediciones amateur
| Año                   | Ganador              | Segundo              | Tercero                |
| Tour Cycliste Féminin |                      |                      |                        |
| --------------------- | -------------------- | -------------------- | ---------------------- |
| 1992                  | Leontien van Moorsel | Jeannie Longo        | Heidi Van de Vijver    |
| 1993                  | Leontien van Moorsel | Marion Clignet       | Heidi Van De Vijver    |
| 1994                  | Valentina Polchanova | Rasa Polikeviciute   | Cécile Odin            |
| 1995                  | Fabiana Luperini     | Jeannie Longo        | Luzia Zberg            |
| 1996                  | Fabiana Luperini     | Rasa Polikeviciute   | Jeannie Longo          |
| 1997                  | Fabiana Luperini     | Barbara Heeb         | Linda Jackson          |
| Grande Boucle         |                      |                      |                        |
| 1998                  | Edita Pucinskaite    | Fabiana Luperini     | Alessandra Cappellotto |
| 1999                  | Diana Žiliūtė        | Valentina Polchanova | Edita Pucinskaite      |
| 2000                  | Joane Somarriba      | Edita Pucinskaite    | Geraldine Loewenguth   |
| 2001                  | Joane Somarriba      | Fabiana Luperini     | Judith Arndt           |
| 2002                  | Zinaida Stahurskaja  | Susanne Ljungskog    | Joane Somarriba        |
| 2003                  | Joane Somarriba      | Nicole Brändli       | Judith Arndt           |
| 2004                  | edición no realizada | edición no realizada | edición no realizada   |
| 2005                  | Priska Doppmann      | Edwige Pitel         | Christiane Soeder      |
| 2006                  | Nicole Cooke         | Maryline Salvetat    | Tatstsiana Sharakova   |
| 2007                  | Nicole Cooke         | Priska Doppmann      | Emma Pooley            |
| 2008                  | Christiane Soeder    | Karin Thürig         | Nicole Cooke           |
| 2009                  | Emma Pooley          | Christiane Soeder    | Marianne Vos           |

### Tour de Francia Femenino
| Año  | Ganador                | Segundo        | Tercero              |
| ---- | ---------------------- | -------------- | -------------------- |
| 2022 | Annemiek van Vleuten   | Demi Vollering | Katarzyna Niewiadoma |
| 2023 | Demi Vollering         | Lotte Kopecky  | Katarzyna Niewiadoma |
| 2024 | Katarzyna Niewiadoma   | Demi Vollering | Pauliena Rooijakkers |
| 2025 | Pauline Ferrand-Prévot | Demi Vollering | Katarzyna Niewiadoma |

## Palmarés por países
| País           | Victorias |
| -------------- | --------- |
| Países Bajos   | 6         |
| Italia         | 5         |
| Francia        | 5         |
| Reino Unido    | 4         |
| España         | 3         |
| Lituania       | 2         |
| Estados Unidos | 1         |
| Bélgica        | 1         |
| Rusia          | 1         |
| Bielorrusia    | 1         |
| Suiza          | 1         |
| Austria        | 1         |
| Polonia        | 1         |